# Gregor Einspieler
Gregor Einspieler, slovenski rimskokatoliški duhovnik in politik na Koroškem, * 10. marec 1853, Sveče pri Bistrici v Rožu, † 28. april 1927, Jurovski Dol.

## Življenje in delo
Gregor Einspieler, nečak A. Einspielerja, je v Celovcu  obiskoval gimnazijo (1864–1872) in bogoslovje ter bil 1876 posvečen. Kaplanoval je v Metnitzu (1877), pri Šentjakobu v Rožu (1879), Žabnicah (1880), Beljaku (1884), Celovcu (1887), kjer je deloval tudi v odboru Mohorjeve družbe ter bil nato župnik v Podkloštru (1889), postal duhovnik svetnik (1903), velikovški prošt in župnik v Tinjah (1907), od koder je moral 1919 bežati v Pliberk. Po plebiscitu je zapustil Koroško in od 1922 dalje živel kot župnik v Sv. Juriju v Slovenskih goricah.
Po smrti A. Einspielerja je kot lastnik prevzel in izdajal list Mir, bil na nadomestnih volitvah v kmečkih občinah velikovškega okraja izvoljen v deželni zbor (1888–1902) in dolgoletni predsednik katoliškega političnega in gospodarskega društva za Slovence na Koroškem. V deželnem zboru v Celovcu je nadaljeval politiko A. Einspielerja. 
- Toš,Marjan;Purgaj,Aleksander (2022). Gregor Einspieler : »ob stoletnici prihoda v župnijo Svetega Jurija v Slovenskih goricah«. Celje : Celjska Mohorjeva družba. COBISS 124016643. ISBN 978-961-278-616-8.{{navedi knjigo}}:  Vzdrževanje CS1: več imen: seznam avtorjev (povezava)